# Nannoniscus menziesi
Nannoniscus menziesi är en kräftdjursart som beskrevs av Boris Vladimirovich Mezhov 1986. Nannoniscus menziesi ingår i släktet Nannoniscus och familjen Nannoniscidae. Inga underarter finns listade i Catalogue of Life.